# Bedlno (Powiat Kutnowski)
Bedlno ist ein Dorf im Powiat Kutnowski der Woiwodschaft Łódź in Polen. Es ist Sitz der gleichnamigen Landgemeinde mit etwa 5250 Einwohnern.

## Geographie
Das Dorf liegt im Norden der Woiwodschaft. Es grenzt im Norden an Bedlno-Żbiwiec, im Nordosten an Bedlno-Wieś, im Südosten an Zleszyn, im Süden an Górki Stanisławskie sowie Baranowizna, im Südwesten an Szewce und im Westen an Kręcieszki. Die Landschaft ist nahezu unbewaldet.

## Geschichte
Mit der dritten Teilung Polens kam das Dorf 1793 zu Preußen, 1807 zum Herzogtum Warschau und 1815 zum russisch beherrschten Kongresspolen. Während der deutschen Besatzungszeit im Zweiten Weltkrieg gehörte der Ort zum Landkreis Kutno im Reichsgau Wartheland.
Von 1954 bis 1972 war der Ort Sitz einer Gromada, die seit 1953 bestehende Gemeinde wurde in dieser Zeit aufgelöst. Von 1975 bis 1998 kamen der Ort und die wieder gebildete Landgemeinde zur Woiwodschaft Płock. Im Januar 1999 wurden der Powiat und die Woiwodschaft Łódź wieder gebildet.

## Gemeinde
Zur Landgemeinde (gmina wiejska) Bedlno mit einer Fläche von 126 km² gehören 38 weitere Dörfer mit einem Schulzenamt (sołectwo).

## Denkmalgeschützte Sehenswürdigkeiten
Einziges Baudenkmal ist das Herrenhaus aus der zweiten Hälfte des 19. Jahrhunderts mit seinem Park.

## Verkehr
Die Landesstraße DK92 führt von Kutno nach Łowicz (Lowitsch). Im Ort zweigt die Woiwodschaftsstraße DW583 nach Żychlin (Zichlin) ab.
Der nächste Bahnhof liegt in Żychlin, der Haltepunkt Zosinów auf Gemeindegebiet, der nächste internationale Flughafen ist Łódź.